# Evropski bober
Evropski bober (znanstveno ime Castor fiber) je z do 30 kg telesne mase največji evropski glodavec. Odlično plava in se potaplja. Pri tem si pomaga s plavalno kožico med prsti in z velikim, ploskim repom, pokritim z golo, luskasto kožo.
Bober slovi po gradnji jezov, velikih bobrišč, v katerih ima svoj brlog, in kanalov, ki povezujejo vode na njegovem teritoriju.

## Evropski bober v Sloveniji
V Sloveniji je bil bober v zgodovinskem času široko razširjen, zadnji zanesljivi podatki pa so iz 18. stoletja. Vse do pred kratkim je veljal v Sloveniji za izumrlega, leta 1998 pa se je ponovno spontano pojavil v dolini Krke kot posledica ponovne naselitve vrste v hrvaško Posavino.
Novejši je podatek (2003) o pojavljanju bobra v Beli Krajini (A. Hudoklin).